# Pucca
Pucca är en seriefigur som är huvudkaraktären i en serie utgiven av det sydkoreanska bolaget Vooz Co., Ltd. Pucca bor i Sydkorea och hennes pappa äger en restaurang där hon också jobbar. Hon är kär i ninjan Garu. Han har en katt som är helt svart och heter Mio. Puccas vän Ching har alltid sin lilla höna på huvudet. Hon är också kär i en person, Abyo. Han har en konstig vana att slita sönder sina tröjor. Han försöker alltid imponera på tjejer och försöker vinna en strid mot Garu. Ring-ring är en kaxig person som hatar Pucca, hon tror att hon är vackrast och perfekt. Pucca och Ring-ring bråkar ofta. Pucca jagar Garu för att kunna få en enda kyss. 